# Déu desconegut
A més dels dotze déus principals i les innombrables deïtats menors, els antics grecs adoraven a una deïtat que ells anomenaven Agnostos Theos, és a dir: el déu desconegut. A Atenes va haver-hi un temple dedicat específicament a aquest déu i molt sovint els atenencs prestaven jurament "en el nom del déu desconegut" (Νή τόν Άγνωστον Ne ton Agnoston). Apol·lodor, Filòstrat el Jove i Pausànias també van escriure sobre el déu desconegut. El déu desconegut no era tant una deïtat específica, sinó una representació, d'un déu o déus que es considerava que realment existien, però el nom dels quals i la seva naturalesa no s'havia revelat als atenesos o al món hel·lènic en general.
D'acord amb una història explicada per Diògenes Laerci, una greu plaga va afectar Atenes i la desesperació s'apropià de la gent. Pensant que la causa era la ira dels déus van decidir oferir els sacrificis apropiats perquè la plaga amainés. Per això Epimènides de Creta reuní un ramat d'ovelles a l'Areòpag i posteriorment les va alliberar. Les ovelles van començar a passejar per Atenes i els pujols de la rodalia. Per suggeriment d'Epimènides, quan una ovella s'aturava es feia un sacrifici al déu local d'aquest indret. Per aquest motiu molts dels jardins i edificis d'Atenes es van associar a un déu o una dea específica i s'hi va construir el corresponent altar. No obstant això, els atenencs van seguir una o diverses de les ovelles fins a un indret que no tenia cap déu associat. Per això s'hi va construir un altar sense el nom d'un déu inscrit.

## Pau a Atenes

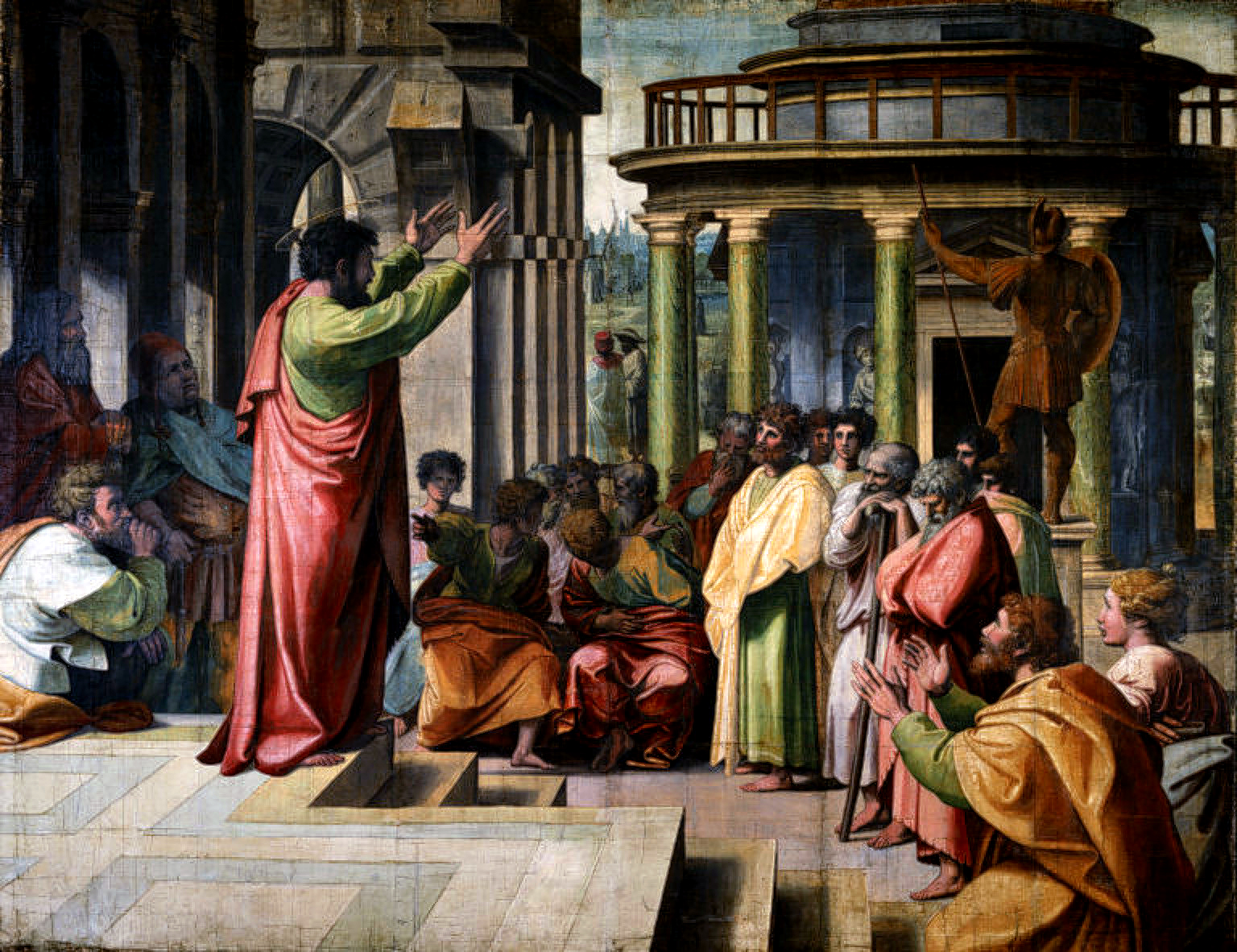
Sant Pau predicant a Atenes (dels Fets dels apòstols), obra de Raffaello Sanzio

Segons el llibre Fets dels Apòstols, que figura en el Nou Testament cristià, quan l'apòstol Pau visità Atenes, va veure un altar amb una inscripció dedicada a aquest déu, i, quan va ser convidat a parlar als líders atenencs a l'Areòpag va fer aquest discurs:
| «                                 | 22 -Atenesos, veig que en tot sou molt religiosos, 23perquè, recorrent la ciutat i contemplant els vostres llocs sagrats, fins i tot he trobat un altar que porta aquesta inscripció: "Al déu desconegut." Doncs bé, el que vosaltres adoreu sense conèixer és el que jo us anuncio. 24El Déu que ha fet el món i tot el que s'hi mou, Senyor com és de cel i terra, no habita en temples construïts per mans humanes 25ni té necessitat de cap servei humà, ell que a tots dona vida, alè i tota cosa. 26Ell va crear d'un sol individu tota la nissaga humana perquè habités arreu de la terra. I ha fixat uns temps precisos i els límits dels llocs on les persones han de viure, 27perquè cerquin Déu. De fet, potser podrien acostar-s'hi a les palpentes i trobar-lo, perquè ell no és lluny de ningú de nosaltres, 28ja que "en ell vivim, ens movem i som". Així ho han dit alguns dels vostres poetes: "Perquè nosaltres també som del seu llinatge." 29Ara bé, si som del llinatge de Déu, no hem de pensar que la divinitat sigui semblant a imatges d'or, d'argent o de pedra, treballades per l'art i el talent humans. ³⁰Així, doncs, ara Déu passa per alt el temps viscut en la ignorància i fa saber a la gent que tots i a tot arreu s'han de convertir. 31Ell ja té assenyalat el dia en què ha de jutjar el món amb justícia per un home que ell mateix ha designat, i n'ha donat a tothom una prova ressuscitant-lo d'entre els morts. | » |
| — Fets dels Apòstols, Ac 17:22-31 | |   |

En els seus raonaments sobre la possibilitat de conèixer Déu i la seva identitat, Hegel il·lustra el seu cas amb aquest déu desconegut, segons la cita de Pau.

## Arqueologia

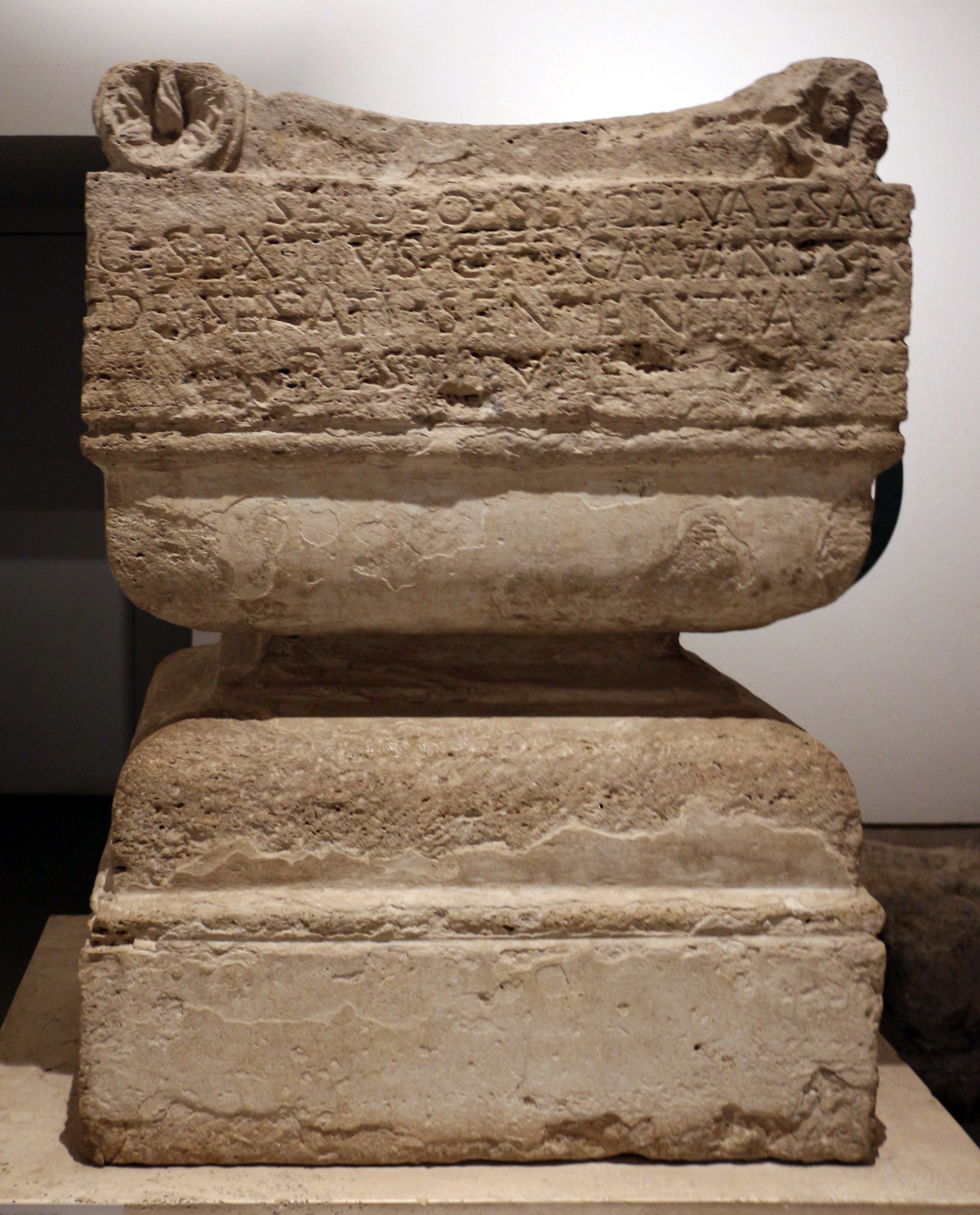
Altar al Déu desconegut

Hi ha un altar dedicat al Déu desconegut que el 1820 es traslladà a la muntanya Palatina de Roma. Conté una inscripció en llatí que diu: "SEI·DEO·SEI·DEIVAE·SAC / G·SEXTIVS·C·F·CALVINVSPR / DE·SENATI·SENTENTIA / RESTITVIT", que podria traduir-se al català com: 'Ja sigui per a un déu o una dea sagrada, Caius Sextius Calvino, fill de Caius, pretor per ordre del Senat, va restaurar açò.' L'altar s'exhibeix al Museu del Palatí.